# Robert Sassone
Pour les articles homonymes, voir Sassone.
Robert Sassone, né le 23 novembre 1978 à Nouméa et mort le 21 janvier 2016 en Nouvelle-Calédonie par suicide après un cancer, était un coureur cycliste français. Spécialiste de la piste, il a été champion du monde de l'américaine en 2001 avec Jérôme Neuville. En 2004, il est impliqué dans l'affaire de dopage mêlant des membres Cofidis. Il est condamné à six mois de prison avec sursis en janvier 2007. Il est également suspendu deux ans entre juillet 2004 et juillet 2006 en raison d'un contrôle antidopage positif, effectué lors des Six jours de Venoy en 2004.

## Biographie
Atteint d'un cancer depuis plusieurs années, il se suicide à l'âge de 37 ans,.
Avant lui, deux autres de ses coéquipiers dans son ancienne équipe Cofidis sont également morts de façon prématurés par crise cardiaque, Frank Vandenbroucke, retrouvé mort à 34 ans en octobre 2009 dans une chambre d’hôtel au Sénégal, et Philippe Gaumont, mort à 40 ans en mai 2013. Tous les trois avaient été convaincus et condamnés pour dopage lors des compétitions.

## Palmarès sur piste

### Jeux olympiques
- Sydney 2000
  - 10e de l'américaine (avec Christophe Capelle)

### Championnats du monde
- Anvers 2001
  -  Champion du monde de l'américaine (avec Jérôme Neuville)
- Stuttgart 2003
  -  Médaillé d'argent du scratch
  - 7e de la course aux points

### Coupe du monde
- 2001
  - 1er de la course aux points à Mexico
  - 3e de la course aux points à Cali

### Championnats d'Europe
- 1999
  -  Champion d'Europe de l'américaine (avec Damien Pommereau)

### Championnats de France
- 2000
  -  Champion de France de l'américaine (avec Damien Pommereau)
  -  Champion de France de poursuite par équipes (avec Francis Moreau, Philippe Gaumont et Damien Pommereau)
- 2001
  -  Champion de France de la course aux points
  -  Champion de France de l'américaine (avec Jean-Michel Tessier)
- 2002
  -  Champion de France de l'américaine (avec Jean-Michel Tessier)
- 2003
  - 3e de l'américaine

### Six jours
- Six jours de Nouméa : 1998 (avec Jean-Michel Tessier), 1999 (avec Christian Pierron), 2001 et 2003 (avec Jean-Michel Tessier).

## Palmarès sur route
- 2001
  - 4e et 8e étapes du Circuit des mines
- 2002
  - 3e étape du Tour du Limousin
- 2003
  - 2e étape du Tour du Poitou-Charentes
  - 3e du Championnat des Flandres

### Résultat sur le Tour d'Espagne
- 2002 : 127e